# Treponti (Rezzato)
Treponti è una località del comune di Rezzato, già frazione del soppresso comune di Virle Treponti.

## Toponimo
L'etimologia del nome Treponti è ancora oggi incerta: molti ritengono che l'etimologia sia semplicemente da ricercare nel fatto che nella zona si trovassero appunto tre ponti sul corso del Naviglio; tuttavia il toponimo si ritrova anche in documenti precedenti al 1253, anno in cui il Naviglio assunse il corso attuale.
Un'altra ipotesi vuole che la strada romana per Verona incontrasse proprio qui il terzo ponte sul suo percorso, tuttavia non esistono carte geografiche antiche che dimostrino che qui si formasse un ponte.
Una terza ipotesi sostiene che il nome sia di origine romana, ipotizzando la presenza sulla strada militare di una Taberna ad tres pontes, utile per i viandanti e per i soldati.
Secondo Don Paolo Guerini, è probabile che il nome di Treponti non derivi in realtà dal numero  tres romano, bensì dalla preposizione tra poi trasformata in tre: vi sono infatti molte roggie e canali che fuoriescono o confluiscono nel Naviglio all'altezza della suddetta località (torrente Rino, roggia Lupa, Roberta, Rena, torrente Rudone). Secondo questa interpretazione il nome deriverebbe da inter pontes poi tra pontes e, infine, Treponti.

## Storia

### L'Ottocento

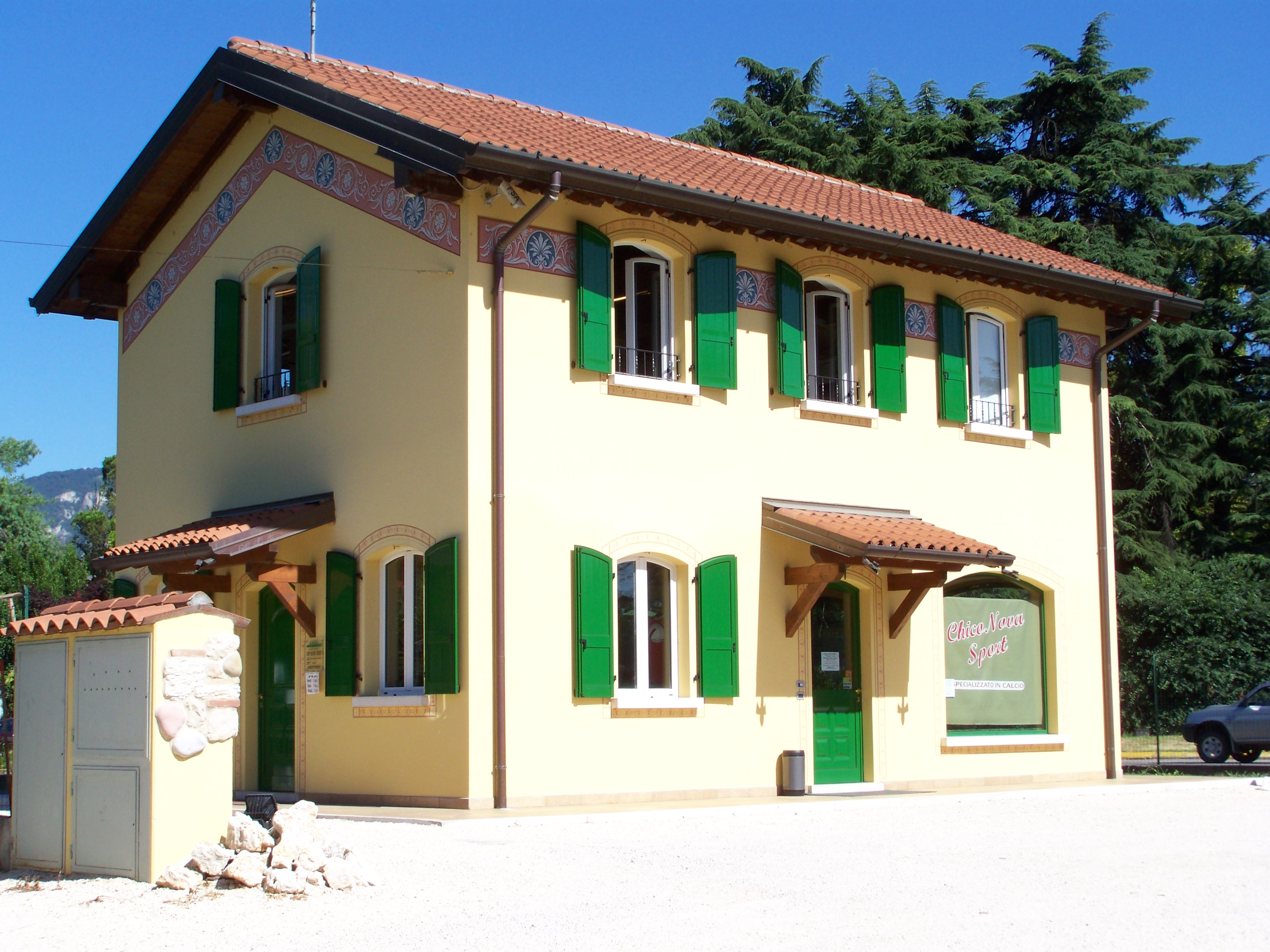
La dismessa stazione ferroviaria di Virle

Il territorio di Treponti fu coinvolto in una fase della seconda guerra d'indipendenza italiana nel 1859. Nel giugno Garibaldi fu a Brescia e il 15 si mise quindi in marcia in direzione di Rezzato. All'altezza di Treponti si preparò all'attacco delle truppe austriache stanziate a Castenedolo. Le vicende si svolsero nelle campagne a sud dell'abitato sulle sponde del canale Lupo e coinvolsero anche la non distante cascina di San Giacomo. La battaglia si concluse con la vittoria austriaca e vide tra i morti personalità come il capitano Narciso Bronzetti, a cui è stata dedicata la via in cui si svolse la battaglia.
L'evento ebbe un'importanza rilevante anche per Rezzato che ha ricordato il passaggio del generale Garibaldi dedicandogli targhe, monumenti e la ex statale Padana Superiore.
È sempre nell'Ottocento che l'incrocio della tre strade fu abbellito da ville in stile Liberty e Neogotico, luoghi di villeggiatura e di ristoro. Nel 1897 fu costruita la linea ferroviaria Rezzato – Vobarno: presso l'incrocio di Treponti, nei pressi dell'omonima stazione tranviaria, fu edificata la stazione ferroviaria che prese il nome di Virle.
Nella zona orientale dell'incorocio sorge la cascina di proprietà dei nobili Roberti, munita anche della cappella di Santa Maria Maddalena.